# Cythereis ornatissima
Cythereis ornatissima är en kräftdjursart som först beskrevs av Ruess 1845.  Cythereis ornatissima ingår i släktet Cythereis och familjen Trachyleberididae. Inga underarter finns listade i Catalogue of Life.